# 壯偉遠環蚓
壯偉遠環蚓（学名：Amynthas robustus）为巨蚓科遠環蚓屬下的一个种。